# دلتا سنتر
دلتا سنتر (بالإنجليزية: Delta Center) هو مكان مغلق في سولت ليك سيتي، يوتا.